# Fort de Santa Luzia
El Fort de Santa Luzia està situat en el cim d'un turó del mateix nom, a 500 m al sud de la fortalesa d'Elvas, a la regió de l'Alentejo, en la freguesía d'Assumçao, districte de Portalegre, a Portugal. Des del 30 de juny de 2012 està catalogat com a Patrimoni Mundial de la Humanitat per la UNESCO dins el conjunt «Guarnició fronterera i fortificacions de la ciutat d'Elvas». En el seu interior alberga un Museu Militar.
Juntament amb el Fort da Piedade, el Fort de Saõ Francisco, el Fort de São Mamede i el Fort de Saõ Pedro, van conformar una part de la defensa de la fortalesa d'Elvas.
La seva posició dominant, donada la seva ubicació en el cim d'una muntanya, li donava una part important en la defensa de la Plaça forta d'Elvas, que ha aconseguit mantenir al llarg del temps en molt bon estat de conservació una bona part de les seves muralles medievals així com la pràctica totalitat del seu complex recinte abaluardat. Al costat del Fort de Nossa Senhora da Graça, a uns 2 km al nord de la ciutat, és l'altre gran fort defensiu de la ciutat d'Elvas. Tot aquest conjunt defensiu no ha estat mai pres per forces enemigues.
El 2014, la fortalesa de Santa Luzia formava part d'un nou projecte del Ministeri de Defensa Nacional de Portugal, creada amb el suport de Turisme de Portugal, anomenat «turisme militar», que compta amb itineraris històrics basats en herois portuguesos.

## Història

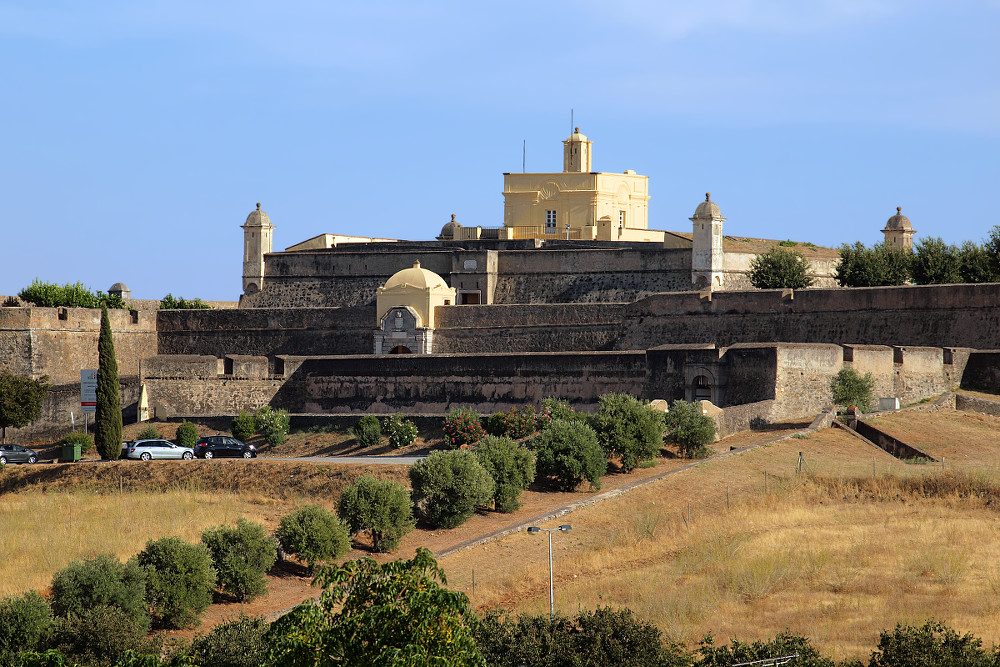
Vista del cos del fort

Plànol de la fortalesa d'Elvas i el fort de Santa Luzia a prop de la ciutadella. De Alain Manesson Mallet (1630–1706): Les Travaux de Mars ou l'Art de la Guerre

L'any 1641 Martim Afonso de Melo va manar construir un petit reducte sobre el disseny que va fer Matías de Albuquerque, primer i únic comte d'Alegrete. En aquest mateix any Sebastião Frias va modificar i va millorar el disseny anterior. L'any següent Hieronimo Rozetti va fer un nou traçat que va generar una gran polèmica i que va tenir com a opositor principal a Carlos Lassart, «Engenheiro-mor do Reino do Portugal». Com a conseqüència d'aquesta situació es va formar un grup integrat per Cosmander, João Ballesteros, Lassart i Rozetti que es va constituir en «Junta» per indicació del rei, els treballs del qual estaven sota la jurisdicció del Consell de Guerra, per estudiar i millorar el traçat d'aquest recinte defensiu. A partir de 1643, Cosmander i Gillot van imposar el traçat final i va ser Rui Correia Lucas qui va imprimir un gran ritme als treballs de construcció del fort. Un any més tard, el 1644, el marquès de Torrescusa va prendre el fort de Caçarao, en la part alta d'Elvas, durant la Guerra de Restauració. Després de la retirada de l'enemic es va veure la necessitat de connectar el Fort de Santa Luzia amb Elvas mitjançant un «camí cobert», és a dir, una ampla i profunda rasa entre tots dos, on els militars de tots dos forts —Santa Luzia i Caçasao— poguessin recórrer-lo a cobert del foc enemic. El 1648 es va finalitzar la construcció de les parts més essencials contribuint a la millora de les obres de reforç fins al segle xix.

## Característiques del fort

Plànol del fort de Santa Luzia. De Alain Manesson Mallet (1630–1706): Les Travaux de Mars ou l'Art de la Guerre

És una fortalesa militar abaluardada que segueix l'estil defensiu creat per l'enginyer militar francès Vauban, té planta rectangular i quatre baluards en els vèrtexs. Els quatre baluards estan sota les advocacions de «Sant António», «Santa Isabel», «São Pedro» i «Nossa Senhora da Conceição» que tenen garites en els angles sortints. També compta amb dos revellins situats en els flancs orientats al sud i a l'est i que tenen per noms «revellí de la Poterna» i «revellí de Badajoz». A l'interior té un reducte quadrangular i des de la seva part superior domina visualment tots els terraplens exteriors, cosa que dificulta l'atac de forces enemigues. Aquest reducte es comunica amb el recinte principal mitjançant un «pont dorment» que, en cas de ser assetjat el fort, podia destruir-se i ser substituït ràpidament per un pont llevadís. En la part superior es troba la «Casa do Comando» o lloc de comandament. Sota el terreny i mitjançant les excavacions corresponents es troben dos magatzems, casernes. També disposa d'una capella que està sota la advocació de Santa Luzia així com dues grans cisternes.

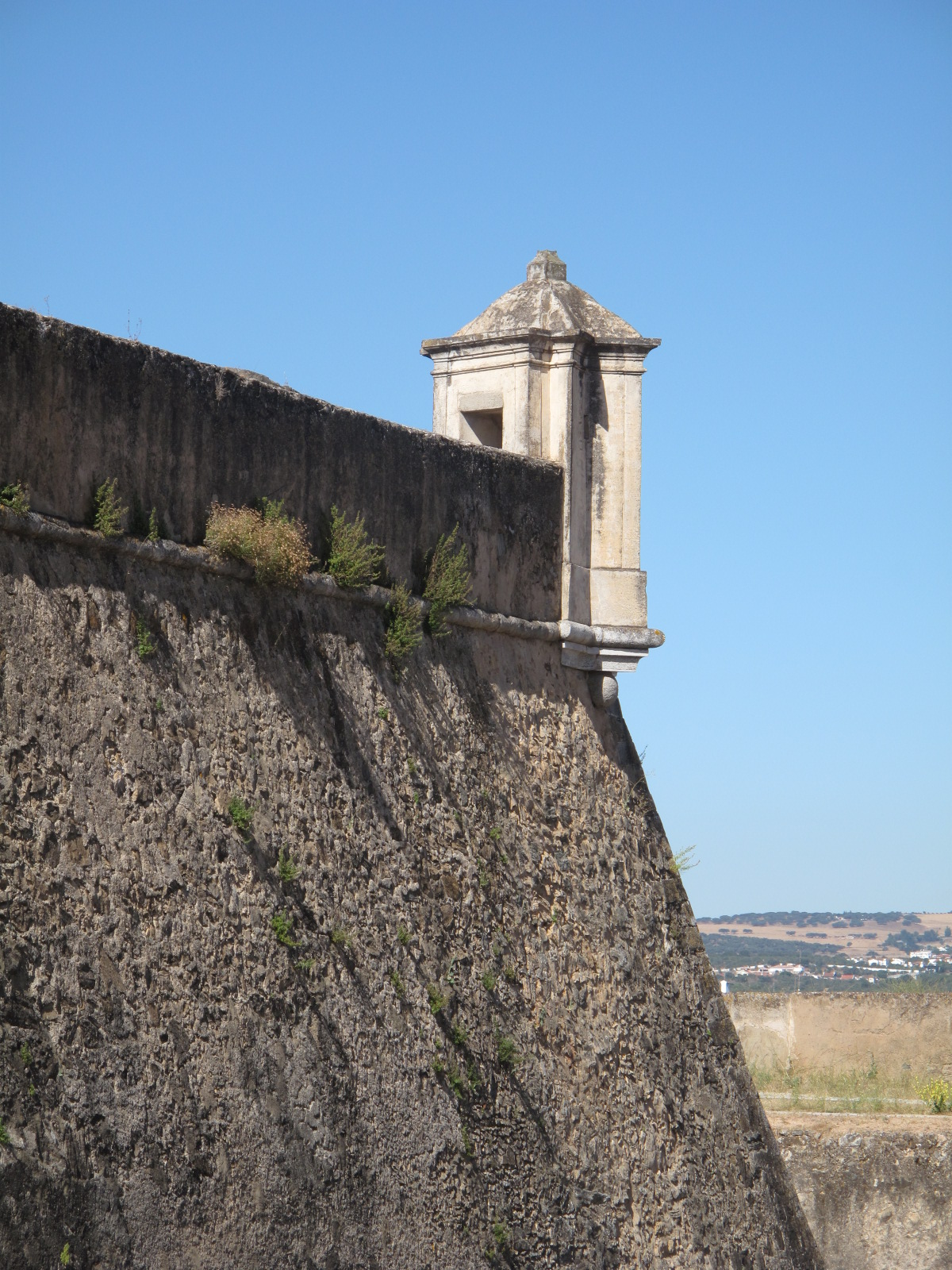
Muralla i garita quadrada

En referència al sistema defensiu, té una primera línia de defensa amb traçat poligonal amb angles entrants i sortints i diverses «vueves de llop» en el primer fossat. Una porta exterior en el flanc nord dona accés a una porta interior en el mur d'aquest flanc i a un segon fossat. Una vegada passada la porta interior hi ha un tercer fossat. En els terraplens hi ha travessos amb i sense canoneres. Sobre el terraplè del mur cortina sud hi ha construïdes casernes, un túnel d'accés a la poterna i un magatzem. En els costats est i oest del fossat que envolta el reducte central hi ha uns magatzems amb teules al sostre i un forn. L'adarb de la cortina nord té accés a la porta del reducte central. Per raons estratègiques, els parapets de la fortificació abaluardada que s'orienten cap al nord són molt menys gruixuts que els altres.
El reducte central té planta rectangular on els seus costats majors són els orientats al nord i al sud. En el primer nivell del reducte hi ha un pati interior a cel obert i una altra porta més que dona pas, en sentit de les agulles del rellotge, a la cambra del cos de guàrdia, a les instal·lacions sanitàries, a unes escales d'accés al terrat, a la capella, a un magatzem interior i a una caserna. En un segon nivell o planta superior està la «Casa del Governador» que té quatre compartiments i porta de llinda recta rematada per grans petxines de pelegrí. En la terrassa que envolta la casa hi ha dues entrades a sengles cisternes, altres dues a magatzems i garites de secció quadrada i canoneres. En un tercer pis o nivell hi ha una terrassa i lluminàries que donen a la casa del governador.
El fort podia arribar a albergar una guarnició de 300 a 400 homes i disposava de vint-i-cinc canons. La comunicació amb la plaça d'Elvas es feia mitjançant un camí cobert en línia recta amb parapets i banquets a banda i banda de manera que els soldats podien transitar a través d'ell coberts dels trets directes de l'enemic i, mitjançant els banquets, poder assetjar-los en moments determinats.

## Batalles lliurades

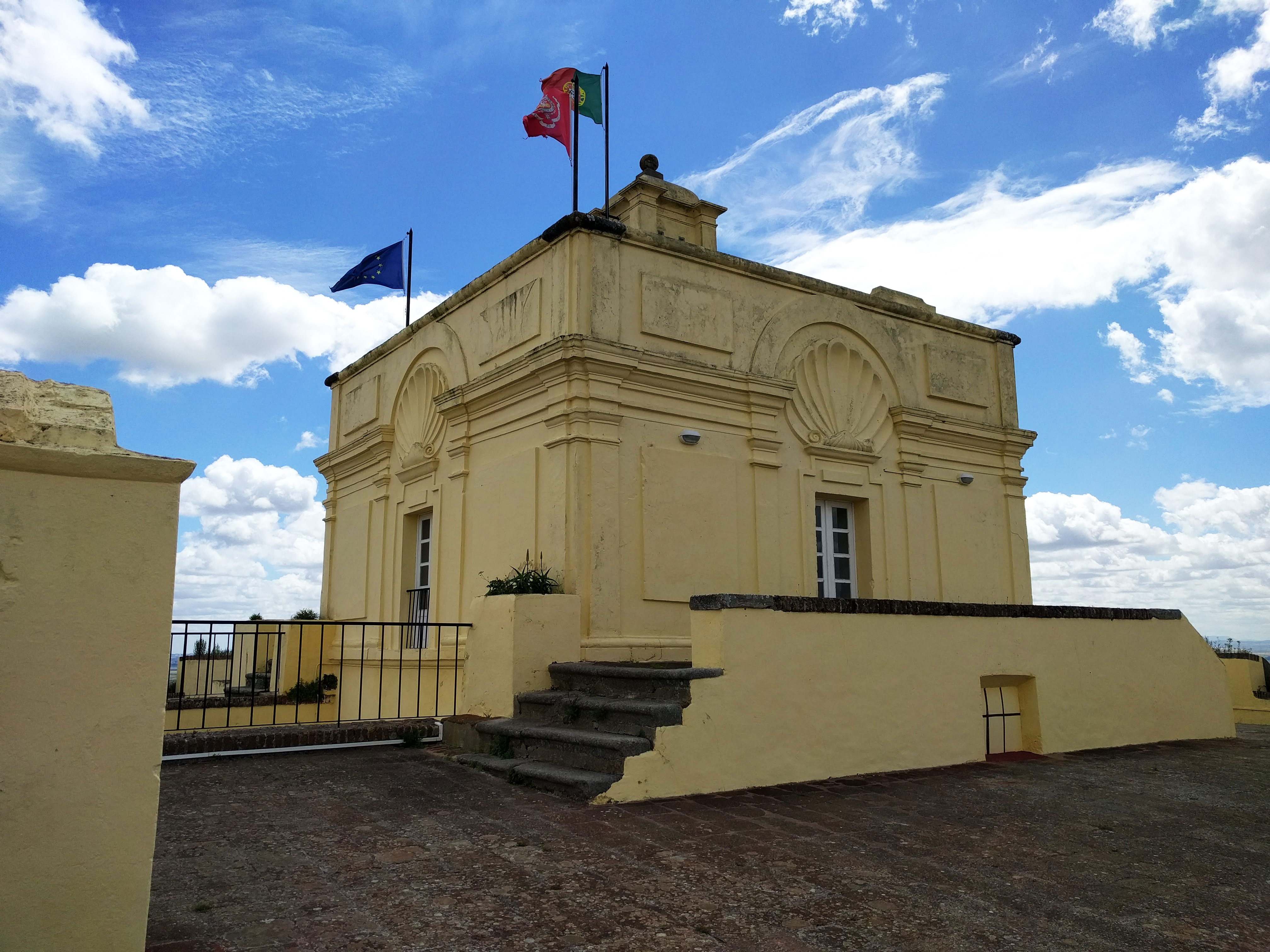
Casa del governador en el fort de Santa Luzia d'Elvas, Portugal

El 1659 el fort va sofrir el cèrcol al qual el va sotmetre Luis de Haro en la Batalla de les Línies d'Elvas, el 14 de gener, durant la Guerra de la Restauració portuguesa en la qual les tropes portugueses van oferir una dura resistència a les espanyoles. El 1706 va sofrir el setge de l'exèrcit franc-espanyol en la Guerra de Successió Espanyola. Més endavant, l'any 1801, Manuel Godoy va posar cèrcol al fort en el transcurs de la Guerra de les Taronges. El 1807 va ser pres per les forces de l'exèrcit francès durant la Guerra de la Independència i a continuació les tropes anglo-lusitanes van cerclar el fort. Gairebé a la fi del segle xix, el 1884, es va instal·lar en el fort el «Lazareto de Elvas».

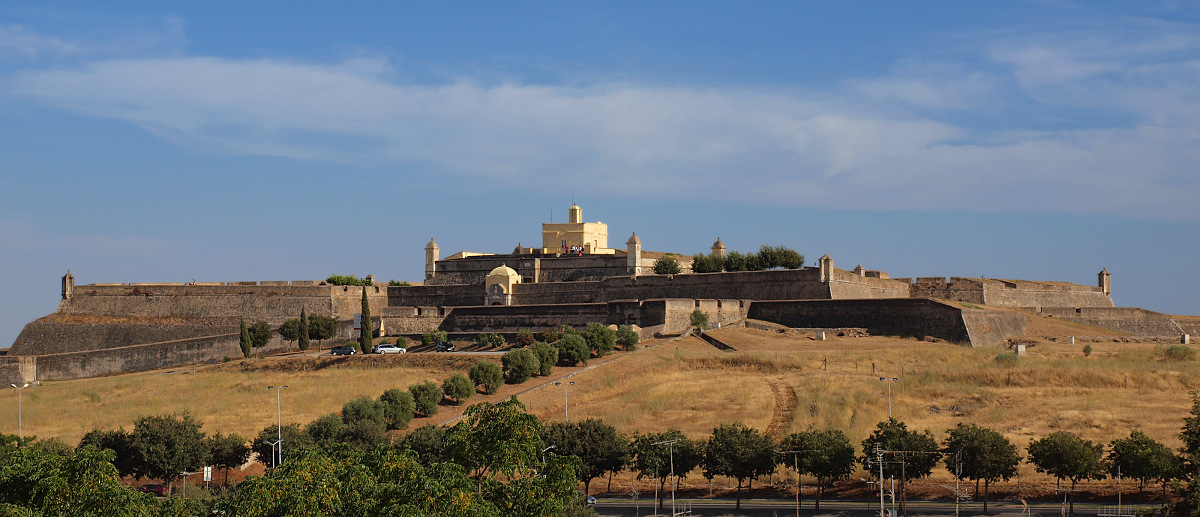
Vista panoràmica del fort de Santa Luzia

## Recintes emmurallats propers
- Fortalesa de Badajoz
- Alcassaba de Badajoz
- Campo Maior
- Olivença
- Alburquerque
- Elvas
- Fort de Nossa Senhora da Graça